# Искусство как опыт
"Искусство как опыт"  (Англ. Art as Experience, 1934) — главный труд Джона Дьюи по эстетике, первоначально прочитанный в качестве лекции в Гарварде (1932). Эстетика Дьюи была признана полезной в ряде дисциплин, включая новые медиа.
Дьюи начал писать статьи по эстетике ещё в 1880-х годах. Далее рассматривал этот вопрос в книге «Демократия и образование» (1915). В своём самом крупном труде «Опыт и природа» (1925) Дьюи положил начало теории эстетического опыта.

## Обзор
Теория Дьюи — попытка перенести понимание того, что характерно для художественного процесса с его физическим проявлением в «выразительном объекте» на процесс в целом, процесс, фундаментальным элементом которого является не материальное «произведение искусства», а развитие «опыта». Опыт — это то, что влияет на жизнь человека. Поэтому эта теория важна для нашей социальной и образовательной жизни.
Однако такая смена акцента не означает, что отдельный художественный объект утратил свое значение: объект признается важнейшим местом для диалектических процессов опыта и объединяющим поводом для переживаний. Через экспрессивный объект художник и активный зритель сталкиваются друг с другом, со своими материальными и ментальными условиями, со своей культурой в целом.
Описание акта переживания в значительной степени опирается на биологические и психологические теории. В статье, посвященной психологии рефлекторных дуг, Дьюи говорит, что сенсорные данные и мирские стимулы проникают в индивида по каналам афферентных органов чувств и что восприятие этих стимулов является суммированием.
Биологический сенсорный обмен между человеком, которого Дьюи называет «Живым Существом», и окружающей средой является основой его эстетической теории.
Дьюи расширяет границы эстетической философии, поскольку он демонстрирует связь искусства с повседневным опытом и тем самым напоминает нам о высочайшей ответственности, которую искусство и индивид всегда несли друг перед другом.
Подчеркивать эстетическое в опыте — не значит подчеркивать политичное, непрактичнее или маргинальное. Это значит подчёркивать каким образом этот опыт, будучи эстетическим, является проявлением и записью жизни, средством,  стимулирующим ее развитие. Эстетический опыт является окончательным суждением о качестве цивилизации.

## Главы

### «Живое существо»
Джон Дьюи предлагает новую теорию эстетического опыта. Он предполагает, что существует непрерывная связь между утонченным опытом произведений искусств и повседневной деятельностью, и для того, чтобы понять эстетическое, нужно начать с изучения сцен и событий повседневной жизни. Эта идея контрастирует с эстетическими теориями, предлагаемыми Иммануилом Кантом и другими сторонниками немецкого идеализма, которые были склонны к классицизированным формам искусства, известными как  «Высокое искусство» или Изобразительное искусство. Дьюи доказывает же обоснованность «популярного искусства».
Мы должны установить взаимосвязь между эстетическим опытом и обыденным существованием со всеми трудностями и страданиями, которые общепризнанно составляют опыт. Это долг теоретика прояснить данную связь и ее следствия. И если бы искусство понималось публикой иначе, оно завоевало бы всеобщее уважение и восхищение.
Критика Дьюи заключается в том, что он критикует существующие теории, которые «одухотворяют» искусство и разрывают его связь с повседневным опытом. Прославление искусства и возведение его на пьедестал отделяют его от общественной жизни. Подобные теории в действительности наносят серьёзный вред, мешая людям осознать художественную ценность их повседневной жизни и популярного искусства (кино, джаз, комиксы), которое они больше всего любят. Вследствие этого уничтожаются эстетические представления, которые являются необходимым компонентом счастья.
Искусство имеет эстетическое значение только тогда, когда оно становится опытом для людей. Искусство усиливает ощущение непосредственной жизни и подчеркивает то, что ценно. Искусство начинается со счастливого погружения в деятельность. Все, кто выполняет свою работу с особой осторожностью: художники, учёные, ремесленники — художественно вовлечены в деятельность. Эстетическое переживание включает в себя переход от раздражения к гармонии и является одним из самых напряженных человеческих переживаний.
Искусство не может располагаться в музеях. Существует исторические причины, которые разделили искусство на музеи и галереи: капитализм, национализм и империализм.

### «Живое Существо и Неземные Вещи»
Название взято у Джона Китса, который однажды написал письмо Бенджамину Роберту Хейдону.
У Дьюи это утверждение может восприниматься по-разному: термин «неземные» используется в отношении теоретиков идеалистической эстетики и других подобных школ, которые отождествляли искусство с элементами, недоступными чувству и обычному опыту из-за их трансцендентных и духовных качеств. Это служит дальнейшим осуждением эстетической теории, которая неоправданно возносит слишком высоко искусство над прагматическими и эмпирическими корнями, из которых оно взято.
Другая интерпретация этой фразы может заключаться в том, что «Земля и ее содержимое», будучи ингредиентами для формирования «Небесных Вещей», как бы в дополнение разъясняет идею прагматической эстетики Дьюи. Другими словами, «Земля и ее содержимое» может относиться к человеческому опыту, используемому для создания искусства («Небесных Вещей») которое хоть и происходит из опыта, но все же содержит божественное, творческое качество, не присущее первоначальному творению.
Обращаясь к вторжению сверхъестественного в искусство, мифологию и религиозные церемонии, Дьюи настаивает на необходимости совмещения эзотерики и чистого рационализма. Человеческое воображение рассматривается Дьюи как мощный синтезирующий инструмент для выражения опыта взаимодействия с окружающей средой. По существу, одной рациональности недостаточно, чтобы полностью понять жизнь или вести полноценное существование.
Искусство и (эстетическая) мифология, согласно Дьюи, — попытка найти свет в Великой тьме. Искусство обращается непосредственно к чувствам и воображению, и многие эстетические и религиозные переживания возникают как результат энергии и материала, которые используются для расширения и усиления жизненного опыта.
В этом отрывке Дьюи обращается к учению о божественном откровении и роли воображения в опыте и искусстве.

### «Обладание опытом»
Джон Дьюи различает опыт в целом и опыт как разовый акт, как «переживание». Опыт в целом происходит постоянно, так как люди постоянно вовлечены в процесс жизни, но опыт часто прерывается некими конфликтами и сопротивлениями. Большую часть времени мы не осознаём связь между событиями, вместо этого мы имеем разрозненную последовательность, а это неэстетично.
Опыт-переживание возникает в тот момент, когда работа закончена, проблема решена, игра окончена. Исполнение и завершение чего-либо создают переживания. В переживание каждая последующая часть протекает свободно. Эпизоды сливаются в единство, как и в произведении искусства.
Такой опыт обладает своими собственными индивидуальными качествами. Опыт индивидуален и единичен, каждый имеет свое начало и свой конец, свой сюжет и свое особое качество, которое пронизывает весь опыт. И эмоция в опыте — движущая и скрепляющая сила.

### «Акт самовыражения»
Художественное выражение не является спонтанным. Простое извержение эмоций не является художественным выражением. Искусство требует длительной активности и размышлений. Оно доступно лишь тому, кто поглощен наблюдением. Работа художника требует осмысления прошлого опыта, «фильтрования» эмоций. Для того чтобы деятельность превратилась в художественное выражение, необходимо возбуждение, смятение и стремление вырваться наружу.

### «Выразительный объект»
В пятой главе Дьюи обращается к самому изобразительному объекту.  Он полагает, что объект не следует рассматривать в отрыве от процесса, который его породил, или от индивидуально образа, из которого он возник.
Произведения искусства создаются с помощью материалов «публичного» мира, тем самым появляются новые представления о смысле этого мира. Произведение искусства говорит о природе человеческого опыта.
Дьюи считает, что люди, которые отрицали знания искусства, делали это исходя из предположения, что искусство не имеет связи с внешним миром.
Смысл находится за пределами личного опыта. Картина Вон Гога,  воспроизводящая мост, не является репрезентацией моста или эмоций. Скорее всего, посредством живописного представления Ван Гог представляет зрителю новый объект, в котором сливаются эмоции и внешняя сцена, внешний мир.
Дьюи говорит, что творческое представление — это не естественные предметы как они есть, как они буквально происходят. Он добавляет, что художник подходит к сцене, внешнему миру с эмоционально нагруженными фоновыми переживаниями. Линии и цвета кристаллизуются в особую гармонию или ритм, который взаимодействуют со зрителем. Эта страсть в развитии новой формы и есть эстетическая эмоция. А предшествующие эмоции не забываются, а сливается с эмоцией, которая была создана новым видением.
Для Дьюи художественное произведение проясняет и очищает запутанный смысл предшествующего опыта. На что, например, не способен нехудожественный рисунок, который внушает эмоции, но не содержит смысла.

### «Содержание и форма»
Дьюи утверждает, что нет особого различия между формой и субстанцией. Для Дьюи суть поэмы — сама поэма. Субстанция представляет собой кульминацию творческих усилий художника. Формой позволяет «пробудить» субстанцию таким образом, что она может слиться с переживаниями других и создать более полные и яркие собственные переживания. Этот процесс иллюстрирует триадические отношения между художником, арт-объектом и зрителем.

### «Естественная природа вещей»
В этой главе Дьюи утверждает, что все художественной формы исходят из самого мира. Взаимодействие живого организма с окружающей средой является источником всех форм сопротивления, напряжения, равновесия — то есть тех элементов, которые необходимы для эстетического опыта. Эти элементы объединены для Дьюи в один общий термин — ритм. Он утверждает, что ритм существовал в природе еще до того, как появились поэзия, живопись, архитектура и музыка. Следовательно, имеет смысл видеть эстетическое во всем. Ритмы природы включают в себя циклы дня и ночи, времена года, размножение растений и животных, а также развитие человеческого ремесла так необходимого для жизни в природе. Это дает начало развитию ритуалов посева, сбора урожая и даже войны. Эти ритмы изменения и повторения глубоко укоренились в человеческом подсознании. Эстетическое раскрытие ритмов составляет художественную форму.

### «Организация энергии»
Энергия пронизывает произведение искусства, и чем больше ее концентрация, тем убедительнее должно быть произведение искусства. Дьюи приводит пример маленьких детей, намеревающихся разыграть пьесу. Они жестикулируют, кувыркаются каждый по-своему, почти не обращая внимания на то, что делают другие. Это контрастирует с хорошо построенной и исполненной пьесой. Однако из этого вовсе не следует, что последняя пьеса будет лучше первой. Это один из случаев противопоставления эстетических ценностей, основанных на разных способах организации энергии. Организация энергии важна как «общий элемент во всех искусствах» и играет большую роль в «получения результата». Поэтому великое искусство находит и использует идеальную энергию.

### «Общая сущность искусства»
В этой главе Дьюи рассматривает несколько общих качеств для всех произведений искусства.
В начале главы Дьюи обсуждает ощущение «тотального захвата», ощущение «всеохватывающего целого», которое человек ощущает непосредственно в процессе переживании произведения искусства. Ощущение целостности, слияния всех частей произведения может быть только интуитивным. Части произведения искусства можно различать, но ощущение их слияния — это качество интуиции. Без этого «интуитивного обволакивающего качества» части являются внешними по отношению друг к другу.
Еще одна общая черта для всех произведений искусства связана с идеей средств и целей. И в эстетических произведениях, и в эстетическом опыте сливаются средства и цели. Средства — это цели в эстетике. Неэстетическое имеет четкое разделение средств и целей: средства — это просто средства, механические шаги, используемые исключительно для достижения желаемой цели. Дьюи использует идею «путешествия» в качестве примера. Неэстетическое путешествие предпринимается только для того, чтобы прибыть в пункт назначения; любые шаги, чтобы сократить путешествие, с радостью используются. Эстетическое путешествие совершается ради «удовольствия двигаться и видеть то, что есть вокруг». Расширение неэстетического опыта может привести к разочарованию и нетерпению, тогда как эстетический опыт может усилить чувство удовольствия.
Дьюи обсуждает еще один аспект, который является общим для всех произведений искусства: пространство и время. И пространство, и время обладают свойствами места, протяженности состояния. Для понятия пространства он определяет эти качества как простор, пространственность и дистанцирование. И для понятия времени: переход, выдержка и дата. Большую часть оставшейся главы Дьюи посвящает обсуждению этих качеств в различных художественных произведениях и дисциплинах.
В заключительных абзацах Дьюи подводит итог этой главы. Он утверждает, что в искусстве должна быть общая сущность, «потому что существуют общие условия, без которых опыт невозможен». В конечном счете, именно человек, созерцающий произведение искусства, должен различать и ценить эти общие качества, ибо «умопостигаемость произведения искусства зависит от наличия смысла, который создается частями и их связью в целом».